# Egied Strubbe
Egied Idesbald Strubbe (Brugge, 23 november 1897 – 7 november 1970) was een historicus, rechtsgeleerde en hoogleraar uit België.

## Levensloop
Egied Strubbe stamde langs zijn moeder Anna Pavot (1862-1935) uit oude Brugse families.
Zijn vader, Joseph Strubbe (1846-1919), had wortels in landbouwfamilies in Ruddervoorde en Loppem en was houthandelaar. Hij was actief als gemeenteraadslid van Brugge, provincieraadslid van West-Vlaanderen en volksvertegenwoordiger voor het arrondissement Brugge. Hij was een actieve promotor van Brugge-Zeehaven. Het gezin telde 15 kinderen, onder wie Egied de twaalfde was.
Egied was in zijn jeugd een goed voetballer en speelde in het eerste elftal van Cercle Brugge. Hij beëindigde zijn middelbare studies in de retorica 1916 van het Sint-Lodewijkscollege. Hij werd doctor in de rechten aan de universiteit van Leuven in 1921 en werd vervolgens advocaat in Brugge. In 1940 verliet hij de balie en in 1945-47 was hij krijgsauditeur. Hij hield onder meer het requisitoir tegen Cyriel Verschaeve die, bij verstek, ter dood werd veroordeeld.
Hij trouwde op latere leeftijd met Ida Hosten. Het huwelijk bleef kinderloos.
Na zijn dood kocht KU Leuven Bibliotheken de bibliotheek van de Gentse hoogleraar aan. Hij bezat vooral werken over kunst, volkskunde, middeleeuwen en Vlaanderen.

## Hoogleraar en rechtshistoricus
Onder de aanmoedigingen van Kamiel Callewaert en Henri E. de Sagher richtte Strubbe zijn wetenschappelijke belangstelling vooral op de rechtsgeschiedenis. Hij was vanaf 1931 verbonden aan de Rijksuniversiteit Gent, waar hij (onbezoldigd) de cursus 'Geschiedenis van het oudvaderlands recht' mocht geven.
In 1935 werd hij parttime docent aan deze universiteit en in 1940 gewoon hoogleraar. Hij doceerde er:
- Algemene rechtsgeschiedenis;
- Paleografie der Middeleeuwen;
- Oorkondenleer der Middeleeuwen;
- Instellingen der Moderne Tijden;
- Overzicht van de geschiedkundige kritiek;
- Parlementaire en wetgevende geschiedenis van België;
- Geschiedenis van de bestuursinstellingen van België;
- Geschiedkundige inleiding tot het Burgerlijk Recht.

Egied Strubbe was een groot tekstuitgever.
- Hij was de grondlegger van de Belgisch-Nederlandse samenwerking voor de uitgave van de documenten van de 'Grote Raad van Mechelen';
- Hij lag aan de basis van de uitgave van het Liber Floridus, een 12de-eeuwse encyclopedie uit de Sint-Baafsabdij;
- Hij patroneerde de internationale studie van de middeleeuwse universiteit van Orleans;
- Hij werkte aan de afwerking van Stallaerts glossarium voor het Middelnederlands;
- Hij was lid van de Koninklijke Commissie voor de uitgave der Oude Wetten en Verordeningen van België (vanaf 1932);
- Hij was lid van de Koninklijke Commissie voor Geschiedenis (vanaf 1955);
- Hij was redactielid van het internationale 'Tijdschrift voor Rechtsgeschiedenis (vanaf 1950);
- Hij verzorgde de heruitgave van de Practijke Civiele van Filips Wielant.

In 1946 werd Strubbe lid van de Koninklijke Vlaamse Academie van België voor Wetenschappen en Kunsten. Hij werd ook lid van de Koninklijke Commissie voor Volkskunde. In 1968 werd hij doctor honoris causa aan de Universiteit van Leiden.

## Strubbe en Brugge
In eigen stad was Strubbe nauw betrokken bij het historisch en volkskundig leven.
- Hij was hoofdman van de West-Vlaamse Bond van Volkskundigen.
- Hij was een van de sterkhouders van het Genootschap voor Geschiedenis te Brugge: bestuurslid vanaf 1921, secretaris van 1929 tot 1949 en redactiesecretaris vanaf 1949.
- Hij was voorzitter van de stedelijke adviescommissie voor schilderkunst en was nauw betrokken bij de ontwikkeling van de Brugse Musea en vooral van de bouw van het Groeningemuseum.

## Publicaties
- Egidius van Bredene, grafelijk ambtenaar en stichter van de abdij Spermalie, Brugge, 1942.
- Honderd jaar geschiedschrijving in West-Vlaanderen (1839-1939) (met A. SCHOUTEET), Brugge, 1950.
- Willem van der Tannerijen. Boec van der loopende practijken der Raidtcameren van Brabant. Costumen van het Land en Hertogdom van Brabant, 2 vol., Brussel, 1952.
- Inleiding tot de historische kritiek, Antwerpen, 1954.
- De chronologie van de Middeleeuwen en de Moderne Tijden in de Nederlanden (met L. VOET), Antwerpen/Amsterdam, 1960.
- Geschiedenis van de stad en haar instellingen, in: Panorama van Brugse geschiedschrijving sedert Duclos, Brugge, 1972.
- De luister van ons Oude Recht. Verzamelde rechtshistorische studies door Prof. Mr. Eg. I. Strubbe, Brussel, 1973.

Over Musea en kunst:
- Stedelijk Museum voor Schone Kunsten Brugge. Geïllustreerde catalogus (samen met E. HOSTEN), Brugge, 1931, 1939 - ook in het Frans en het Engels verschenen.
- Het leven van Jan Garemijn (met E. HOSTEN), 1931.
- De Brugsche Academie van 1765 tot 1775 (met E. HOSTEN), 1931.

In 'De Luister van ons Oude Recht' is een volledige bibliografie opgenomen met opgave van 184 boeken en artikels.

## Voetnoten
1. ↑  KU Leuven Bibliotheken, Collectie Egied Strubbe.

- Bibliothèque nationale de France: cb13593459s (data)
- Biografisch Portaal: 01975556
- Digitale Bibliotheek voor de Nederlandse Letteren: stru001
- Gemeinsame Normdatei: 128105054
- International Standard Name Identifier: 0000 0001 2024 9071
- Library of Congress Control Number: nr95006107
- Nationale Bibliotheek van Tsjechië: jx20111214016
- Nederlandse Thesaurus van Auteursnamen: 071325883
- Système universitaire de documentation: 084036419
- Virtual International Authority File: 44468614
- WorldCat: E39PBJfx7rWtVHvDMtgtDmfyVC